# Harold Thomas Coulthard Walker
Harold Thomas Coulthard Walker KCB (ur. 18 marca 1891 w Plymstock, zm. 25 grudnia 1975 w Woking) – brytyjski wojskowy, admirał Royal Navy, uczestnik obu wojen światowych, w latach 1946–1947 dowódca brytyjskich morskich sił okupacyjnych w Niemczech.

## Życiorys
Harold T. C. Walker był synem generała Harolda B. Walkera i Harriet Edith Coulthard. Ukończył Royal Naval College w Osborne oraz Dartmouth, w 1908 roku rozpoczynając służbę w Royal Navy jako midszypmen. Podczas I wojny światowej służył między innymi na pancerniku „Bellerophon”. W 1918 roku wziął udział w rajdzie na Zeebrugge na pokładzie krążownika „Vindictive”. Został ranny podczas akcji i stracił dłoń. Od tej pory używał zamiast niej haka, co korespondowało z nadanym mu już wcześniej przydomkiem „Hooky”. Za udział w rajdzie był dwukrotnie wymieniony w sprawozdaniu.
W 1919 roku dowodził kanonierką rzeczną „Mantis” podczas brytyjskiej akcji na Dwinie w pobliżu Archangielska, w ramach interwencji przeciwko bolszewikom. Awansowany w 1931 roku do stopnia komandora (Captain), dowodził krążownikami „Canterbury” (1932) i „Canberra” (1934–1936). W latach 1938–1939 był dowódcą krążownika liniowego „Hood”.
W chwili wybuchu II wojny światowej dowodził pancernikiem „Barham”. 28 grudnia 1939 pancernik został uszkodzony przez torpedę, wystrzeloną przez niemiecki okręt podwodny U-30 na Hybrydach, i wyłączony z akcji na 6 miesięcy. 
W 1940 roku, awansowany do stopnia komodora (Commodore), został komendantem koszar Royal Navy w Portsmouth. W 1941 roku, już jako kontradmirał (Rear-Admiral), kierował pracami drugiej komisji dochodzeniowej badającej okoliczności zatopienia „Hooda”. Od listopada 1941 roku był szefem personelu w Admiralicji. W 1944 roku powrócił do służby liniowej, dowodząc 5. Dywizjonem Krążowników z „London” jako okrętem flagowym. Awansowany w grudniu 1944 roku do stopnia wiceadmirała (Vice-Admiral), objął z pokładu „Queen Elizabeth” dowodzenie 3. Dywizjonem Pancerników, jako zastępca dowódcy East Indies Station. Przyjmował kapitulację wojsk japońskich w Penangu. Za służbę na terenie Indii Wschodnich został ponownie wymieniony w sprawozdaniu.
Po zakończeniu wojny, od marca 1946 do czerwca 1947 roku dowodził brytyjską marynarką na terenie okupowanych Niemiec. Przeniesiony w stan spoczynku 10 września 1947 roku, został w roku następnym awansowany do stopnia pełnego admirała (Admiral). Osiadł w Woking, gdzie zmarł 25 grudnia 1975 roku. Był odznaczony między innymi Krzyżem Komandorskim Orderu Łaźni.
Żonaty od 1931 roku z Olive Marjory Berners, miał z nią dwoje dzieci: syna Harolda B. Walkera (ur. 1932), ambasadora brytyjskiego w krajach arabskich, oraz córkę.